# Incoerenza temporale
In economia l'incoerenza temporale, o incoerenza dinamica,  descrive una situazione in cui le preferenze di un soggetto cambiano nel corso del tempo, in modo che ciò che è preferito in un certo momento non è coerente rispetto a ciò che è preferito in un altro istante. 
Spesso è più facile rappresentare le preferenze variabili nel tempo immaginando che i decisori siano costituiti da differenti "sé", ciascuno dei quali rappresenta il decisore a diversi istanti temporali.
La teoria dell'incoerenza temporale è usata anche nella teoria dei giochi.